# ماریا گیولغینا
ماریا گیولغینا (ارمنی: Մարիա Գուլեգինա؛ (به بلاروسی: Mapыя Aгacаўнa Гулeгінa)؛ زادهٔ ۹ اوت ۱۹۵۹) خواننده سوپرانو ارمنی‌تبار زاده جمهوری سوسیالیستی اوکراین شوروی است. وی از سال ۱۹۸۵ میلادی تا کنون مشغول فعالیت می‌باشد.

## زندگی‌نامه
وی با نام اصلی ماریا میتارجیان (ارمنی: Մարիա Մեյթարջյան) در ۹ اوت ۱۹۵۹ در اودسا از پدری ارمنی و مادری اوکراینی به دنیا آمد. 